# José Antonio Remón Cantera
José Antonio Remón Cantera (ur. 11 kwietnia 1908, zm. 2 stycznia 1955) – panamski pułkownik i polityk.
Był komendantem policji od 1947 do 1952, kiedy to został prezydentem Panamy. W 1955 zawarł porozumienie ze Stanami Zjednoczonymi, które niwelowało uprawnienia USA w strefie Kanału Panamskiego. Wkrótce po tym Remon został zamordowany w trakcie wyścigów konnych.